# Лорис-Меликовское сельское поселение
Лорис-Меликовское се́льское поселе́ние — муниципальное образование в Называевском районе Омской области Российской Федерации.
Административный центр — село Лорис-Меликово.

## История
Статус и границы сельского поселения установлены Законом Омской области от 30 июля 2004 года № 548-ОЗ «О границах и статусе муниципальных образований Омской области».

## Население
| 2010 | 2011 | 2012 | 2013 | 2014 | 2015 | 2016 |
| ---- | ---- | ---- | ---- | ---- | ---- | ---- |
| 651  | ↘649 | ↘618 | ↘581 | ↘552 | ↘548 | ↘514 |
| 2017 | 2018 | 2019 | 2020 | 2021 | 2023 |      |
| ↘504 | ↘490 | ↘482 | ↘472 | ↘438 | ↘420 |      |

## Состав сельского поселения
| № | Населённый пункт | Тип населённого пункта       | Население |
| - | ---------------- | ---------------------------- | --------- |
| 1 | Демьяновка       | деревня                      | ↘44       |
| 2 | Лорис-Меликово   | село, административный центр | ↘516      |
| 3 | Сулу-Терек       | аул                          | ↘91       |